# Погорельцев, Сергей Алексеевич
Сергей Алексеевич Погорельцев (укр. Сергій Олексійович Погорельцев; род. 17 сентября 1964, Киев) — украинский дипломат. Чрезвычайный и полномочный посол Украины в Мексике с 21 июля 2025 года.

## Биография
Родился 17 сентября 1964 года в Киеве. В 1986 году окончил Киевский государственный университет им. Т. Шевченко, факультет романо-германской филологии, по специальности — переводчик с испанского и английского языков, преподаватель испанского языка.
В 1988—1991 годах — работал переводчиком миссии Министерства обороны СССР на Кубе.
С ноября 1991 по июнь 1992 года — ведущий специалист Министерства по делам молодёжи и спорта Украины.
С июня 1992 по март 1993 года — атташе отдела визовой политики Департамента консульской службы Министерства иностранных дел Украины.
С марта 1993 по июнь 1997 года — третий, второй секретарь Посольства Украины в Аргентине.
С июля 1997 по апрель 1999 года — первый секретарь департамента кадров Министерства иностранных дел Украины.
С апреля по декабрь 1999 года — советник, исполняющий обязанности начальника отдела визовой политики Департамента консульской службы МИД Украины.
С декабря 1999 по март 2000 года — консул Украины в Нью-Йорке.
С марта 2000 по апрель 2001 года — исполняющий обязанности Генерального консула Украины в Нью-Йорке.
С апреля 2001 по январь 2006 года — Генеральный консул Украины в Нью-Йорке.
С марта 2006 по январь 2008 года — заместитель Директора Департамента консульской службы Министерства иностранных дел Украины.
С января 2008 по июль 2009 года — Директор Департамента консульской службы МИД Украины.
С июля 2009 по 2012 год — генеральный консул Украины в Нью-Йорке.
С 5 июля 2012 по 19 октября 2015 года — чрезвычайный и полномочный посол Украины в Испании.
С 25 сентября 2013 по 19 октября 2015 года — постоянный представитель Украины при Всемирной Туристической Организации по совместительству.
С 18 ноября 2013 по 19 октября 2015 года — чрезвычайный и полномочный посол Украины в Княжестве Андорра по совместительству.
С сентября 2016 по июль 2020 года — Директор Департамента консульской службы МИД Украины.
Со 2 июля 2020 по 21 июля 2025 года — чрезвычайный и полномочный посол Украины в Королевстве Испания.
С 12 марта 2021 по 21 июля 2025 года — постоянный представитель Украины при Всемирной Туристической Организации по совместительству.
С 11 августа 2021 по 21 июля 2025 года — чрезвычайный и полномочный посол Украины в Княжестве Андорра по совместительству.
24 февраля 2022 года, в день начала Владимиром Путиным российского вторжения в Украину, Погорельцев находился в гостях у своей семьи в украинском городе Сумы, одном из мест, наиболее пострадавших от российских бомбардировок. На протяжении всего противостояния он просил правительство Испании поддержать его в открытии дверей Европейского союза для Украины.
С 21 июля 2025 года — чрезвычайный и полномочный посол Украины в Мексиканских Соединённых Штатах.

## Личная жизнь
Женат, есть дочь. Владеет украинским, русским, испанским, английским языками.

## Дипломатический ранг
- Чрезвычайный и полномочный посол Украины (24 апреля 2009)[13]

## Награды
- Орден Данилы Галицкого (2019)[14]